# Percy Jack Clayson
Percy Jack Clayson (ur. 7 czerwca 1896, zm. 1970) – angielski as myśliwski z czasów I wojny światowej. Odniósł 29 zwycięstwa powietrzne. 

## Życiorys
Percy Jack Clayson urodził się na przedmieściach Londynu, w 1910 roku ukończył Royal Masonic School for Boys w Bushey, Hertfordshire. Po wybuchu wojny zaciągnął się do Royal Naval Air Service. Służył we Francji od grudnia 1914 roku. Po przeniesieniu do RFC 31 października 1917 roku, został skierowany do jednostki liniowej No. 1 Squadron RAF.
Pierwsze zwycięstwo powietrzne odniósł 16 lutego 1918 roku nad samolotem Albatros D.V. Do końca kwietnia zestrzelił 7 samolotów niemieckich. W ciągu dwóch i pół miesiąca dalszej służby od końca kwietnia do początku lipca zestrzelił 20 samolotów niemieckich oraz balon obserwacyjnych. Ostatnie zwycięstwo powietrzne odniósł 14 lipca 1918 roku nad Fokkerem D.VII w okolicach Neuf Berquin-Estaires. W następnym tygodniu został odesłany do Wielkiej Brytanii. 24 lipca 1919 w pałacu Buckingham został odznaczony DFC osobiście przez króla Jerzego V.
W latach dwudziestych Percy Jack Clayson służył w No. 6 Squadron RAF, No. 70 Squadron RAF. Przeszedł na emeryturę 16 kwietnia 1929 roku ze względu na stan zdrowia.  13 listopada 1929 roku został wybrany na członka The Royal Aero Club of the United Kongdom. 

## Odznaczenia
- Distinguished Flying Cross (Wielka Brytania)
- Military Cross (dwukrotnie)